# انقلاب (فیلم ۲۰۰۹)
انقلاب (انگلیسی: Revolution) یک فیلم است که در سال ۲۰٢٠ منتشر شد.